# Canalis ulnaris
Der Canalis ulnaris (auch Guyon-Loge) ist eine anatomische Struktur der menschlichen Hand, welche sich an der ulnaren Kante der Hohlhand im Bereich des proximalen Hypothenar befindet. Die Struktur ist nach dem französischen Arzt Félix Guyon benannt, der sie 1861 beschrieb.
Der – im Querschnitt dreieckförmige – Kanal wird handflächenseitig (palmar) durch das Ligamentum carpi palmare und den Musculus palmaris brevis sowie die Haut, das subkutane Fett und die Fortfläufer der Unterarmfaszie begrenzt. Handrückenseitig (dorsal) liegt das Retinaculum flexorum. Ulnar liegt das Erbsenbein (Os pisiforme) und radial der Hakenfortsatz des Hakenbeins (Hamulus ossis hamati). Durch den Canalis ulnaris verlaufen die Arteria ulnaris sowie der Nervus ulnaris, die sich hier jeweils in einen oberflächlichen (Ramus superficialis) und einen tiefen Ast (Ramus profundus) teilen.
Bei genauerer Betrachtung kann ein Hiatus proximalis (distal des Os pisiforme) beschrieben werden, dessen oberer Rand (Crus superficiale) durch das zum Vorderrand des Retinaculum flexorum auslaufende Lig. carpi palmare scharf abgrenzbar ist. Nur in etwa 50 % aller Fälle lässt sich dort auch ein Crus profundum nachweisen, welches durch Fasern des Ligamentum pisohamatom gebildet wird. Ein Hiatus distalis in Form eines etwa 1 cm langen Sehnenbogens nachweisbar, welcher zwischen dem Os pisiforme (ulnar) und dem Hamulus ossis hamati (radial) aufgespannt ist. Unterhalb treten die Rami palmares profundi der A. ulnaris und des N. ulnaris hindurch. In etwa 20 % aller Fälle fehlt der Hiatus distalis; hier verläuft das Gefäßnervenbündel zwischen den knöchernen Ursprüngen des M. flexor digiti minimi brevis und des M. abductor digiti minimi.
Im Bereich des Canalis ulnaris kann es zu verschieden ausgeprägten Nervenkompressionssyndromen des Nervus ulnaris kommen, die als Loge-de-Guyon-Syndrom zusammengefasst werden. Im Detail kann zwischen einer proximalen und bei einer distalen Kompression unterschieden werden, was sich klinisch unterschiedlich darstellt: Bei einer isolierten Kompression des Ramus superficialis n. ulnaris kommt es (neben einer Lähmung des Palmaris brevis) lediglich zu sensiblen Ausfällen.